# Jägers finlandeses

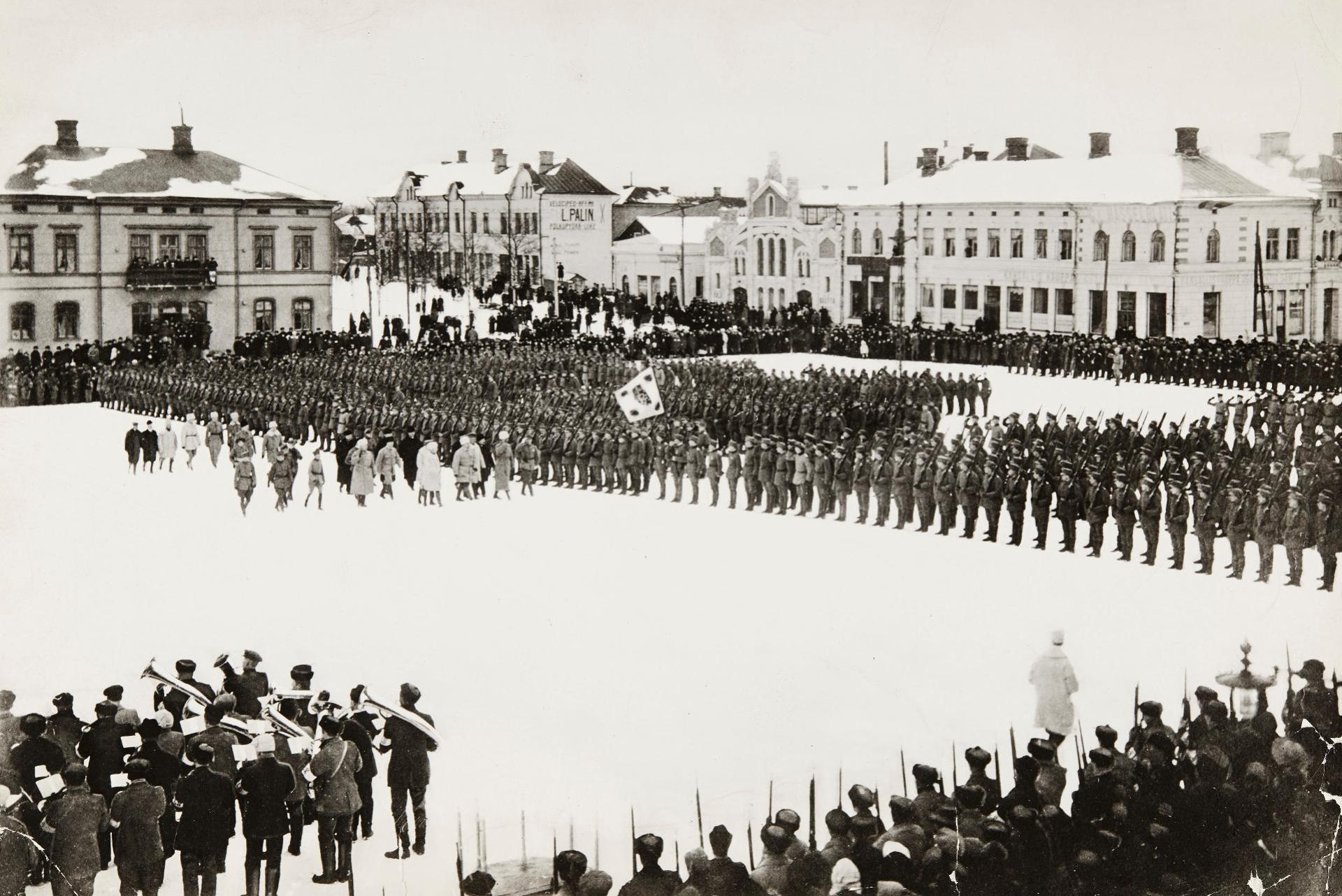
Jägers finlandeses desfilando en la plaza mayor de Vaasa (1918).

Los Jägers finlandeses eran voluntarios de Finlandia entrenados en Alemania como jägers (en alemán significa cazador, tropas de élite de infantería ligera) durante la Primera Guerra Mundial. Fue uno de los medios con que el Imperio Alemán trató de debilitar a Rusia durante la guerra y provocar así la pérdida de las provincias y dependencias occidentales del Imperio ruso. 
El reclutamiento de los voluntarios desde el Gran Ducado de Finlandia, por entonces territorio ruso, debió realizarse en secreto y fue organizado por círculos de influencia germanos, como estudiantes universitarios y la  clase media alta. El reclutamiento, de todos modos, no fue en ningún caso exclusivo.
Los reclutas eran transportados por la frontera occidental finlandesa, vía Suecia, hacia Alemania, donde formaron el 27 batallón Jäger prusiano. Este batallón actuó en las filas del ejército alemán desde 1916 en las batallas del flanco septentrional del frente oriental.
Tras el estallido de la guerra civil finlandesa, los jägers que deseaban enrolarse en las filas de la Guardia Blanca fueron liberados de sus obligaciones. En Finlandia, estos 2000 voluntarios fueron conocidos simplemente como los Jägers (Jääkärit en finlandés).
Su contribución a la victoria blanca resultó crucial, y no fue menor su resultado sobre la moral blanca. Educados como fuerzas de élite, estaban capacitados para asumir el mando como oficiales sobre las mal entrenadas e incultas tropas de la guerra civil.
Inmediatamente tras finalizar la guerra, se les permitió seguir utilizando la palabra Jäger en sus rangos militares. Muchos de ellos continuaron su carrera militar. En los años 1920 una vieja disputa entre oficiales con pasado jäger y oficiales finlandeses que habían servido en el ejército imperial ruso se resolvió a favor de los jägers, que ocuparon la mayor parte de los puestos de mando de Cuerpo de ejército, división y regimiento. La Marcha Jäger, compuesta por Jean Sibelius con letra  escrita por el jäger Heikki Nurmio, se convirtió en la marcha de honor de varias unidades.